# Báo cáo tài chính
Báo cáo tài chính là các thông tin kinh tế được kế toán viên trình bày dưới dạng bảng biểu, cung cấp các thông tin về tình hình tài chính, tình hình kinh doanh và các luồng tiền của doanh nghiệp đáp ứng các cầu cho những người sử dụng chúng trong việc đưa ra các quyết định về kinh tế.

## Hệ thống báo cáo tài chính
1. Báo cáo tài chính dùng để cung cấp thông tin về tình hình tài chính, tình hình kinh doanh và các luồng tiền của một doanh nghiệp, đáp ứng yêu cầu quản lý của chủ doanh nghiệp, cơ quan Nhà nước và nhu cầu hữu ích của những người sử dụng trong việc đưa ra các quyết định kinh tế. Báo cáo tài chính phải cung cấp những thông tin của một doanh nghiệp về:
1. Tài sản;
2. Nợ phải trả;
3. Vốn chủ sở hữu;
4. Doanh thu, thu nhập khác, chi phí sản xuất kinh doanh và chi phí khác;
5. Lãi, lỗ và phân chia kết quả kinh doanh;
6. Các luồng tiền.

2. Ngoài các thông tin này, doanh nghiệp còn phải cung cấp các thông tin khác trong "Bản thuyết minh Báo cáo tài chính" nhằm giải trình thêm về các chỉ tiêu đã phản ánh trên các Báo cáo tài chính tổng hợp và các chính sách kế toán đã áp dụng để ghi nhận các nghiệp
3. Nếu doanh nghiệp hoạt động theo thông tư 200/2014/TT-BTC, các báo cáo bắt buộc bao gồm
+) Bảng cân đối kế toán Mẫu số B 01
+)Báo cáo kết quả hoạt động kinh doanh Mẫu số B 02 – DN
+)Báo cáo lưu chuyển tiền tệ Mẫu số B 03 – DN
+)Bản thuyết minh Báo cáo tài chính Mẫu số B 09 – DN
4. Nếu doanh nghiệp hoạt động theo quyết định 48/QĐ-BTC, các báo cáo bắt buộc bao gồm
+) Bảng Cân đối kế toán: Mẫu B 01 – DNN
+) Báo cáo Kết quả hoạt động kinh doanh: Mẫu B 02 – DNN
+) Bản Thuyết minh báo cáo tài chính: Mẫu B 09 – DNN
+) Bảng Cân đối tài khoản: Mẫu số F 01- DNN
5. Nếu doanh nghiệp hoạt động theo quyết định 15/2006/QĐ-BTC
- Báo cáo kết quả hoạt động kinh doanh Mẫu số B 02 - DN
- Báo cáo lưu chuyển tiền tệ	Mẫu số B 03 - DN
- Bản thuyết minh báo cáo tài chính Mẫu số B 09-DN

## Thời hạn nộp báo cáo tài chính
Thời hạn nộp báo cáo tài chính của các loại hình công ty được quy định như sau
Đối với doanh nghiệp nhà nước
- Đơn vị kế toán phải nộp Báo cáo tài chính năm chậm nhất là 30 ngày, kể từ ngày kết thúc kỳ kế toán năm; Cụ thể với kỳ kế toán năm từ 01.01 đến 31.12 thì doanh nghiệp phải nộp báo cáo tài chính trước ngày 30.01 của năm tiếp theo
Đối với công ty mẹ, Tổng công ty nhà nước: 
thời hạn nộp báo cáo tài chính năm chậm nhất là ngày 90 tính từ ngày kết thúc năm tài chính. Cụ thể với kỳ kế toán năm từ 01.01 đến 31.12 thì doanh nghiệp phải nộp báo cáo tài chính trước ngày 30.03 của năm tiếp theo
Đối với các doanh nghiệp khác:
- Doanh nghiệp tư nhân, doanh nghiệp hợp danh: thời hạn nộp báo cáo tài chính năm là ngày 30 tính từ ngày kết thúc năm tài chính. Cụ thể với kỳ kế toán năm từ 01.01 đến 31.12 thì doanh nghiệp phải nộp báo cáo tài chính trước ngày 30.01 của năm tiếp theo
- Các doanh nghiệp khác: thời hạn nộp báo cáo tài chính năm là ngày 90 tính từ ngày kết thúc năm tài chính. Cụ thể với kỳ kế toán năm từ 01.01 đến 31.12 thì doanh nghiệp phải nộp báo cáo tài chính trước ngày 30.03 của năm tiếp theo